# Adiós muchachos (brano musicale)
Adios muchachos è il titolo di una famosa canzone di tango argentino con testo di César Felipe Vedani e musica di Julio César Sanders. Fu registrato da Agustín Magaldi nell'agosto del 1927 con accompagnamento di chitarra. 

## Testo e significato
Nel testo originale il protagonista, prossimo alla morte per causa di malattia, dice addio ai suoi amici, mentre ricorda episodi e aspetti della sua vita. 

## Repressione culturale del testo
Dopo il colpo di stato argentino del 1943, la dittatura militare avviò una campagna per imporre la soppressione del lunfardo, del linguaggio gergale, di altre espressioni considerate arbitrariamente immorali, negative per la lingua o per il Paese. Per la registrazione del tango dell'orchestra di Enrique Rodríguez nell'aprile del 1945, furono imposte tre modifiche: la barra querida (la banda amata) dovette diventare viejos amigos (vecchi amici), nadie la talla (nessuna taglia unica) divenne nadie batalla (nessuna battaglia) e todas las farras (tutte quelle abbuffate) divennero todas las fiestas (tutte quelle feste).